# Wiek emerytalny
Wiek emerytalny osiąga współcześnie większość ludzi, którzy w przeszłości weszli na rynek pracy, dzięki czemu stali się uczestnikami systemu emerytalnego. Przy tym o ile w czasach bismarckowskich system emerytalny został stworzony w celu finansowania utrzymania pracowników niezdolnych już do pracy, dziś osoby, które osiągają wiek emerytalny, przeważnie nie są niedołężne, a wręcz przeciwnie – funkcjonują normalnie.

## Przesłanki ustalania wieku emerytalnego
Wiek emerytalny jako uprawniający do świadczenia emerytalnego wymaga wzięcia pod uwagę wielu składników, które ze społecznego punktu widzenia uzasadniają określenie wieku emerytalnego na danym poziomie. Trzeba więc ustalić zarówno biologiczne kryteria procesu starzenia się ludzkiego organizmu, przy uwzględnieniu postępu medycyny i higieny oraz wiążącego się z tym wydłużania granicy śmiertelności ludzi, jak i z drugiej strony – związane z postępem cywilizacyjnym – zmierzanie do skracania udziału w społecznym procesie pracy. Należy tu również poruszyć temat rozwoju technologicznego, mniejsze koszta energii elektrycznej, w związku z coraz lepszą, wydajniejszą i bardziej zautomatyzowaną pracą, co w efekcie zapewnia lepsze warunki pracy. Kwestie natury ekonomiczno-demograficznej również mają duże znaczenie.
W związku z tym, społeczne przyzwolenie na zaprzestanie pracy realizuje się z uwzględnieniem takich elementów, jak:
- zapewnienie środków utrzymania,
- wysługa,
- zatrudnienie,
- koszty[2].

### Zapewnienie środków utrzymania
Przesłanka nawiązuje do najbardziej istotnych funkcji ubezpieczenia społecznego, którą jest zagwarantowanie środków utrzymania w razie mocno ograniczonej zdolności do zarabiania. Wszyscy ludzie w wyniku starzenia się, tracą tę zdolność, jednak nie jest możliwe ustalenie uniwersalnej granicy dla wszystkich, ponieważ tracą ją oni w różnym wieku. Aby system dobrze funkcjonował, trzeba ustalić jednolitą granicę dla wszystkich uprawnionych. Według wskazówek Konferencji Międzynarodowej Organizacji Pracy z 1944 r. o zagwarantowaniu środków egzystencji, limitem powinien być wiek, w którym ludzie nie są już w stanie wydajnie pracować, choroby, które charakteryzują się związkiem z wiekiem, bardziej doskwierają oraz pojawiają się przesłanki, które rodzą poważne obawy przed trwałym bezrobociem. Ta przesłanka przewiduje względnie wysoki poziom wieku emerytalnego.

### Wysługa
W tej przesłance osiągnięty wiek jest progiem, po przekroczeniu którego człowiek może korzystać z efektów swojej dotychczasowej pracy, mimo że mógłby być wciąż zdolny do pracy bez obniżenia jej wydajności. Zasada realizowana w systemach emerytalnych, charakteryzujących się uzależnieniem prawa do pobierania emerytury od liczby przepracowanych lat. Sam okres emerytury nie powinien więc być zbyt późnym okresem życia człowieka, by mógł on skorzystać z owoców swojej własnej pracy. W przeciwieństwie do przesłanki zapewnienia środków utrzymania, ta przesłanka przemawia za ustaleniem niższego wieku emerytalnego. W ostatnich latach granica pozostawania ludzi w dobrym zdrowiu się wydłuża, więc pojawiła się tendencja do wydłużania lat pracy, czyli podnoszenia wieku emerytalnego.

### Zatrudnienie
Niski wiek emerytalny może być niekorzystny dla krajów, które cechują się niedoborem siły roboczej. Niski przyrost naturalny oraz wysoki poziom uprzemysłowienia państwa przemawia za względnie wysokim wiekiem emerytalnym, jednak koliduje to z uwzględnieniem pozostałych czynników, a przede wszystkim przesłanki wysługi. Dlatego wysoki wiek emerytalny w takich krajach jest równoważony między innymi takimi udogodnieniami, jak wzrost emerytury z tytułu jej odroczenia czy umożliwienie pobierania zasiłku przy jednoczesnym zarobkowaniu. Kraje o wysokim przyroście naturalnym oraz wysokich zasobach siły roboczej są skłonne do ustalania granicy wieku emerytalnego dość nisko i uniemożliwiania jednoczesnej pracy podczas pobierania zasiłku emerytalnego. Jednak nie zawsze jest to możliwe, ze względu na specyfikę takich państw – są w trudnej sytuacji gospodarczej, więc nie mogą sobie pozwolić na tak kosztowną operację, jaką jest obniżenie wieku emerytalnego.

### Koszty
Przesłanka kosztów przemawia za refleksją, czy społeczeństwo jest na tyle zamożne, by mogło sobie pozwolić na wypłacanie zasiłków młodym emerytom. Obniżenie wieku powoduje nie tylko wzrost liczby emerytów, czyli osób, które są uprawnione do pobierania takich świadczeń, ale i wydłuża czas pobierania zasiłków. Wraz ze wzrostem kosztów zmniejsza się źródło ich pokrycia, jakim są składki ubezpieczeniowe. Jeśli taki fundusz maleje, to jest to przesłanka do podwyższenia granicy wieku emerytalnego.
Wysokość kosztów nie zależy tak bardzo od wysokości emerytur, ale od liczby osób je otrzymujących. Przykładowo najwyższe emerytury w Polsce przekraczają 15 tysięcy złotych. Jednak stosunkowo mało osób otrzymuje takie świadczenie – 12. 

## Rodzaje wieku emerytalnego
Powszechny wiek emerytalny jest wiekiem, który obowiązuje wszystkich, w przypadku gdy dla danej grupy społecznej nie został ustalony niższy wiek emerytalny lub też prawo do wcześniejszego przejścia na zasiłek nie zostało przez nich wykorzystane.
Niższy wiek emerytalny jest przeznaczony dla osób, które pracują w szczególnie ciężkich lub niebezpiecznych warunkach, z reguły jest o 5–15 lat niższy od powszechnego wieku emerytalnego.

## Kryteria różnicowania wieku emerytalnego
W ubezpieczeniu społecznym wiek emerytalny może pojawiać się jako wiek podstawowy, niższy wiek emerytalny, powszechnie obowiązujący. Niższy wiek może wynikać nie tylko z ustalonego poziomu w stosunku do warunków pracy, ale również innych okoliczności (np. inwalidztwa). W polskim systemie stosowane są dwa kryteria, kryterium szczególnych warunków oraz kryterium charakteru pracy. Inne okoliczności są natomiast rozpatrywane w kategorii wcześniejszej emerytury.
Kryterium płci ma bardzo długą tradycję, wypływ na jej stworzenie ma założenie, że kobiety mają słabszą konstrukcję psychofizyczną, co miałoby uzasadniać ich krótsze partycypowanie w tworzeniu dóbr i usług. Dodatkowo, wpływ mogły mieć również żądania kobiet, które zwracały uwagę na ich ogromny udział w wychowywaniu dzieci. Część kobiet, przywiązanych do wcześniejszej emerytury, sprzeciwia się zrównywaniu wieku emerytalnego kobiet i mężczyzn, nawet mimo że 5 lat krótsza emerytura oznacza znaczną różnicę w wysokości wypłacanego świadczenia emerytalnego. W związku z tym w nowym systemie emerytalnym niższy wiek u kobiet jest przez niektórych traktowany jako dyskryminacja. Związek z tymi głosami sprzeciwu ma przejście ze starego systemu zdefiniowanego świadczenia na system zdefiniowanej składki.
Kryterium płci może być niezgodne z prawem wspólnotowym. TSUE stwierdził w jednym ze swoich orzeczeń, że wprowadzenie odmiennego wieku dla kobiet i mężczyzn jest dyskryminacją. W 2021 roku jedynie 73 proc. mężczyzn dożyło wieku emerytalnego. Tymczasem wśród kobiet ten odsetek wyniósł aż 92 proc.

## Wiek emerytalny w różnych krajach
| Kraj                 | Wiek emerytalny | Wiek emerytalny | Wiek emerytalny | Wiek emerytalny | Przypisy |
| Kraj                 | Przed reformą   | Przed reformą   | Po reformie     | Po reformie     | Przypisy |
| Kraj                 | Mężczyźni       | Kobiety         | Mężczyźni       | Kobiety         | Przypisy |
| -------------------- | --------------- | --------------- | --------------- | --------------- | -------- |
| Albania              | 65              | 60              | 65              | 60              | [ 5 ]    |
| Austria              | 65              | 60              | 65              | 65              | [ 5 ]    |
| Belgia               | 65              | 65              | 67              | 67              | [ 5 ]    |
| Białoruś             | 60              | 55              | 63              | 58              | [ 5 ]    |
| Bośnia i Hercegowina | 65              | 65              | 65              | 65              | [ 5 ]    |
| Bułgaria             | 64              | 61              | 65              | 65              | [ 5 ]    |
| Chile                | 65              | 60              | 65              | 60              | [ 5 ]    |
| Chorwacja            | 65              | 61              | 67              | 67              | [ 5 ]    |
| Cypr                 | 65              | 65              | 65              | 65              | [ 5 ]    |
| Dania                | 65              | 65              | 67              | 67              | [ 5 ]    |
| Estonia              | 63              | 63              | 65              | 65              | [ 5 ]    |
| Finlandia            | 65              | 65              | 65              | 65              | [ 5 ]    |
| Francja              | 65              | 65              | 67              | 67              | [ 5 ]    |
| Grecja               | 67              | 67              | 67              | 67              | [ 5 ]    |
| Hiszpania            | 65              | 65              | 67              | 67              | [ 5 ]    |
| Holandia             | 65              | 60              | 67              | 67              | [ 5 ]    |
| Irlandia             | 66              | 66              | 68              | 68              | [ 5 ]    |
| Islandia             | 67              | 67              | 67              | 67              | [ 5 ]    |
| Kanada               | 65              | 65              | 67              | 67              | [ 5 ]    |
| Korea Południowa     | 61              | 61              | 65              | 65              | [ 5 ]    |
| Litwa                | 63              | 61              | 65              | 65              | [ 5 ]    |
| Łotwa                | 62              | 62              | 65              | 65              | [ 5 ]    |
| Luksemburg           | 65              | 65              | 65              | 65              | [ 5 ]    |
| Malta                | 62              | 62              | 65              | 65              | [ 5 ]    |
| Meksyk               | 65              | 65              | 65              | 65              | [ 5 ]    |
| Mołdawia             | 62              | 57              | 62              | 57              | [ 5 ]    |
| Niemcy               | 65              | 65              | 67              | 67              | [ 5 ]    |
| Norwegia             | 67              | 67              | 67              | 67              | [ 5 ]    |
| Polska               | 65              | 60              | 65              | 60              | [ 5 ]    |
| Portugalia           | 66              | 66              | 66              | 66              | [ 5 ]    |
| Rosja                | 60              | 55              | 65              | 60              | [ 6 ]    |
| Słowacja             | 62              | 62              | 62              | 62              | [ 5 ]    |
| Słowenia             | 64              | 64              | 65              | 65              | [ 5 ]    |
| Stany Zjednoczone    | 66              | 66              | 68              | 67              | [ 5 ]    |
| Szwajcaria           | 65              | 64              | 65              | 65              | [ 5 ]    |
| Szwecja              | 65              | 65              | 65              | 65              | [ 5 ]    |
| Ukraina              | 60              | 57              | 62              | 60              | [ 5 ]    |
| Węgry                | 62              | 62              | 65              | 65              | [ 5 ]    |
| Wielka Brytania      | 65              | 62              | 68              | 68              | [ 5 ]    |
| Włochy               | 66              | 66              | 66              | 66              | [ 5 ]    |
| Kraj                 | Mężczyźni       | Kobiety         | Mężczyźni       | Kobiety         | Przypisy |
| Kraj                 | Przed reformą   | Przed reformą   | Po reformie     | Po reformie     | Przypisy |
| Kraj                 | Wiek emerytalny |                 |                 |                 | Przypisy |